# 肖科康 (伊利諾伊州)
肖科康（英語：Shokokon）是位於美國伊利諾伊州亨德森縣的一個非建制地區。該地的面積和人口皆未知。

## 地理
肖科康的座標為40°44′51″N 91°04′28″W / 40.74750°N 91.07444°W，而該地的平均海拔高度為161米（即528英尺）。